# Discodoris mavis
Discodoris mavis är en snäckart som beskrevs av Ernst Marcus 1967. Discodoris mavis ingår i släktet Discodoris och familjen Discodorididae. Inga underarter finns listade i Catalogue of Life.